# Muntanya de Laric
La Muntanya de Laric (en occità) o Muntanya d'Alaric (en català i francès) és un massís muntanyós del departament d'Aude, regió d'Occitània.
Al seu voltant es va crear el cantó de La Muntanya d'Alaric el 2015.

## Geografia
Situat al nord de les Corberes i d'orientació pirinenca i, en part, cap a l'est, la Muntanya de Laric té per cim el Senyal de Laric a 601 m.

## Toponímia
L'abat Savartés, dins el seu diccionari topogràfic, descriu el nom de la muntanya en un article:
- el mont, punt culminant del conjunt, a 601 m, atestat Pech de Laryc en 1538;
- les ruïnes d'un castell, comuna de Barbairan, atestat Castrum quod vocant Alarig en 1063, Castrum Alarici en 1119, Alaricum en 1210, Alarichum en 1215, Laric en 1539, Forteresse de Alaric en 1781, Ruines de Miramont (cadastre);
- una antiga capella rural de l'ajuntament de Mos, antic priorat del vocable de Sant Pèire, unit al abadia de La Grassa, al sud de Mos, atestada Ecclesia Sancti Petri de Alarico en 1119, Villa Aleno, comprengui Alarici, en 1521, Sainct Peyre de Larric en 1538, Sant Peyre delha Ric..., al loc de Albas et Laric en 1539, Saint Pierre, château ruiné en 1763 (confusió entre el castell i la capella del priorat), Alaric en 1781;
- Alaric, riu dels ajuntaments de Mos i de Fontcobèrta, àlies ruisseau du Baux;
- cal ajustar-hi un mont (87 m) de l'ajuntament de Bisanet, exterior al massís, al sud-sud-oest del poble, atestat Coste de Alaric en 1311-1500, A Laric en 1500, Pech de Laric al segle XVII, A Laric, Serre del Aric (cadastre).

Per l'evolució fonètica, Alaric va ser interpretat com A Laric en occità. El nom sembla venir d'un rei visigòt, Alaric II més aviat que Alaric I, però no se sap del cert.